# Menucourt
Menucourt és un municipi francès, situat al departament de Val-d'Oise i a la regió d'Illa de França. L'any 2007 tenia 5.167 habitants.
Forma part del cantó de Vauréal, del districte de Pontoise i de la Comunitat d'aglomeració de Cergy-Pontoise.

## Demografia

### Població
El 2007 la població de fet de Menucourt era de 5.167 persones. Hi havia 1.791 famílies, de les quals 316 eren unipersonals (111 homes vivint sols i 205 dones vivint soles), 490 parelles sense fills, 820 parelles amb fills i 165 famílies monoparentals amb fills.
La població ha evolucionat segons el següent gràfic:
Habitants censats

### Habitatges
El 2007 hi havia 1.891 habitatges, 1.833 eren l'habitatge principal de la família, 20 eren segones residències i 38 estaven desocupats. 1.610 eren cases i 280 eren apartaments. Dels 1.833 habitatges principals, 1.473 estaven ocupats pels seus propietaris, 325 estaven llogats i ocupats pels llogaters i 35 estaven cedits a títol gratuït; 50 tenien una cambra, 84 en tenien dues, 167 en tenien tres, 654 en tenien quatre i 878 en tenien cinc o més. 1.560 habitatges disposaven pel capbaix d'una plaça de pàrquing. A 904 habitatges hi havia un automòbil i a 805 n'hi havia dos o més.

### Piràmide de població
La piràmide de població per edats i sexe el 2009 era:
| Homes | Edats   | Dones |
| ----- | ------- | ----- |
| 0     | 95 o +  | 0     |
| 0     | 90 a 94 | 0     |
| 0     | 85 a 89 | 16    |
| 12    | 80 a 84 | 16    |
| 8     | 75 a 79 | 24    |
| 44    | 70 a 74 | 36    |
| 76    | 65 a 69 | 64    |
| 96    | 60 a 64 | 120   |
| 148   | 55 a 59 | 136   |
| 236   | 50 a 54 | 200   |
| 216   | 45 a 49 | 256   |
| 212   | 40 a 44 | 168   |
| 208   | 35 a 39 | 236   |
| 240   | 30 a 34 | 252   |
| 148   | 25 a 29 | 164   |
| 148   | 20 a 24 | 128   |
| 184   | 15 a 19 | 156   |
| 188   | 10 a 14 | 180   |
| 200   | 5 a 9   | 232   |
| 152   | 0 a 4   | 184   |

## Economia
El 2007 la població en edat de treballar era de 3.558 persones, 2.699 eren actives i 859 eren inactives. De les 2.699 persones actives 2.533 estaven ocupades (1.291 homes i 1.242 dones) i 167 estaven aturades (80 homes i 87 dones). De les 859 persones inactives 264 estaven jubilades, 324 estaven estudiant i 271 estaven classificades com a «altres inactius».

### Ingressos
El 2009 a Menucourt hi havia 1.848 unitats fiscals que integraven 5.130,5 persones, la mediana anual d'ingressos fiscals per persona era de 22.455 €.

### Activitats econòmiques
Dels 105 establiments que hi havia el 2007, 1 era d'una empresa alimentària, 1 d'una empresa de fabricació d'altres productes industrials, 17 d'empreses de construcció, 22 d'empreses de comerç i reparació d'automòbils, 6 d'empreses de transport, 4 d'empreses d'hostatgeria i restauració, 4 d'empreses d'informació i comunicació, 2 d'empreses financeres, 4 d'empreses immobiliàries, 18 d'empreses de serveis, 17 d'entitats de l'administració pública i 9 d'empreses classificades com a «altres activitats de serveis».
Dels 32 establiments de servei als particulars que hi havia el 2009, 1 era una oficina de correu, 1 una oficina bancària, 4 tallers de reparació d'automòbils i de material agrícola, 1 autoescola, 4 guixaires pintors, 2 fusteries, 2 lampisteries, 6 electricistes, 2 empreses de construcció, 2 perruqueries, 1 veterinari, 1 restaurant, 1 agència immobiliària, 1 tintoreria i 3 salons de bellesa.
Dels 4 establiments comercials que hi havia el 2009, 1 era un hipermercat, 1 una botiga de menys de 120 m², 1 una peixateria i 1 una joieria.

## Equipaments sanitaris i escolars
El 2009 hi havia 1 hospital de tractaments de mitja durada (seguiment i rehabilitació), 1 centre de salut i 2 farmàcies.
El 2009 hi havia 2 escoles maternals i 3 escoles elementals. Menucourt disposava d'un col·legi d'educació secundària amb 403 alumnes.

## Poblacions més properes
El següent diagrama mostra les poblacions més properes.